# Ситанец-Колёня
Ситанец-Колёня (пол. Sitaniec-Kolonia) — деревня в Замойском повете Люблинского воеводства Польши. Входит в состав гмины Замость. Находится примерно в 5 км к северу от центра города Замосць. По данным переписи 2011 года, в деревне проживало 516 человек.
В 1975—1998 годах деревня входила в состав Замойского воеводства.

## Население
Демографическая структура по состоянию на 31 марта 2011 года:
|         | Всего | До трудоспособного возраста | Трудоспособного возраста | Старше трудоспособного возраста |
| ------- | ----- | --------------------------- | ------------------------ | ------------------------------- |
| Мужчины | 264   | 57                          | 177                      | 30                              |
| Женщины | 252   | 52                          | 135                      | 65                              |
| Всего   | 516   | 109                         | 312                      | 95                              |